# Língua kodehoa
Kodeoha (Kondeha) é uma língua austronésia do sudeste das Celebes, Indonésia.
Kodeoha é um membro do ramo celebiano da família de línguas malaio-polinésias É falado por cerca de 1.500 pessoas (1999) na província de Sulawesi  particularmente no subdistrito de Lasusua da regência de Kolaka do Norte. É falado principalmente por adultos, embora alguns jovens também a falem.

## Escrita
Kodehoa usa uma forma do alfabeto latino sem as letras C, F, J, K, Q, V, W X, Y, Z. Usam-se Ng e [?}